# Baring (Missouri)
Baring és una població dels Estats Units a l'estat de Missouri. Segons el cens del 2000 tenia 159 habitants.

## Demografia
Segons el cens del 2000, Baring tenia 159 habitants, 65 habitatges, i 41 famílies. La densitat de població era de 472,2 habitants per km².
Dels 65 habitatges en un 29,2% hi vivien nens de menys de 18 anys, en un 52,3% hi vivien parelles casades, en un 12,3% dones solteres, i en un 35,4% no eren unitats familiars. En el 30,8% dels habitatges hi vivien persones soles el 15,4% de les quals corresponia a persones de 65 anys o més que vivien soles. El nombre mitjà de persones vivint en cada habitatge era de 2,45 i el nombre mitjà de persones que vivien en cada família era de 3,14.
Per edats la població es repartia de la següent manera: un 28,3% tenia menys de 18 anys, un 6,9% entre 18 i 24, un 20,8% entre 25 i 44, un 25,2% de 45 a 60 i un 18,9% 65 anys o més.
L'edat mediana era de 40 anys. Per cada 100 dones de 18 o més anys hi havia 78,1 homes.
La renda mediana per habitatge era de 27.500 $ i la renda mediana per família de 32.500 $. Els homes tenien una renda mediana de 25.000 $ mentre que les dones 23.750 $. La renda per capita de la població era d'11.980 $. Entorn del 8,3% de les famílies i el 14,1% de la població estaven per davall del llindar de pobresa.

## Poblacions més properes
El següent diagrama mostra les poblacions més properes.